# Yoder-Gletscher
Der Yoder-Gletscher ist ein von steilen Felswänden flankierter und 5 km langer Gletscher im westantarktischen Marie-Byrd-Land. Im Zentrum der Kohler Range fließt er südwestlich des Morrison Bluff zum Kohler-Gletscher.
Der United States Geological Survey kartierte ihn anhand eigener Vermessungen und Luftaufnahmen der United States Navy aus den Jahren von 1959 bis 1971. Das Advisory Committee on Antarctic Names benannte ihn 1976 nach Robert Dunathan Yoder (1923–2005), Vorsitzender des Interagency Committee on Antarctica im Außenministerium der Vereinigten Staaten von 1970 bis 1973.